# 간포 쓰나미

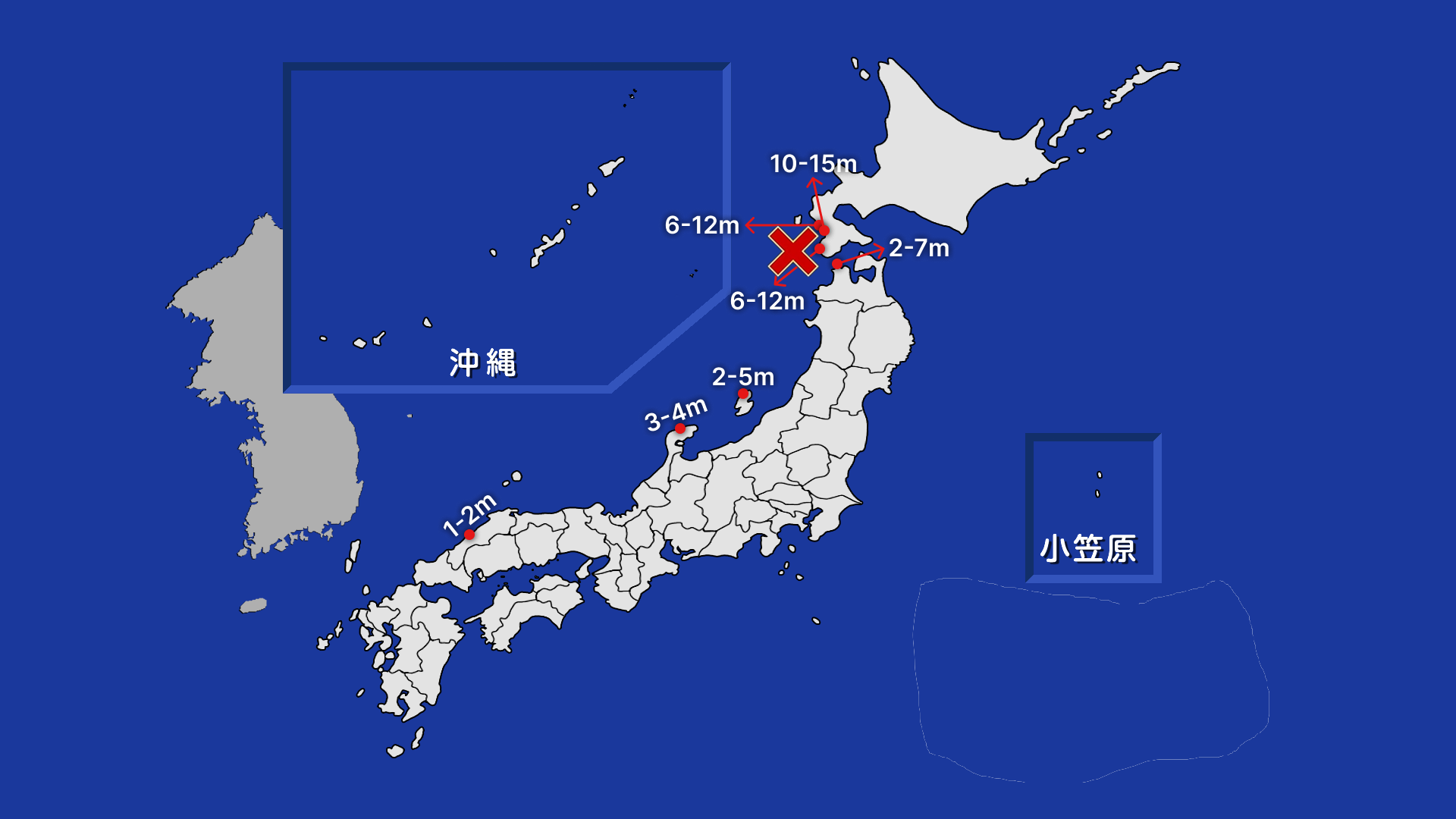
간포 쓰나미가 덮친 지역의 높이를 표시한 지도

간포 쓰나미(일본어: 寛保津波 かんぽうつなみ[*])란 1741년 8월 29일(간포 원년 음력 7월 19일)에 일어났을 것으로 추정되는 동해의 쓰나미이다. 홋카이도 오시마반도 서쪽 약 50 km 지점에 있는 오시마섬이 분화(추정 화산 폭발 지수 4)하여 산체 붕괴가 일어나 쓰나미가 발생한 것으로 추정된다. 당시 발생한 쓰나미는 홋카이도 남부 지방 동해 연안 지역부터 시마네현 연안까지 일본 지역 외에도 당시 조선의 강원도와 경상북도 해안에서도 쓰나미가 덮쳤다는 기록이 있었다. 마쓰마에번에서만 2,083명이 사망한 것으로 집계되어 큰 피해를 입었으며 동해에서 발생한 쓰나미로는 가장 큰 규모의 쓰나미인 것으로 추정된다.

## 쓰나미

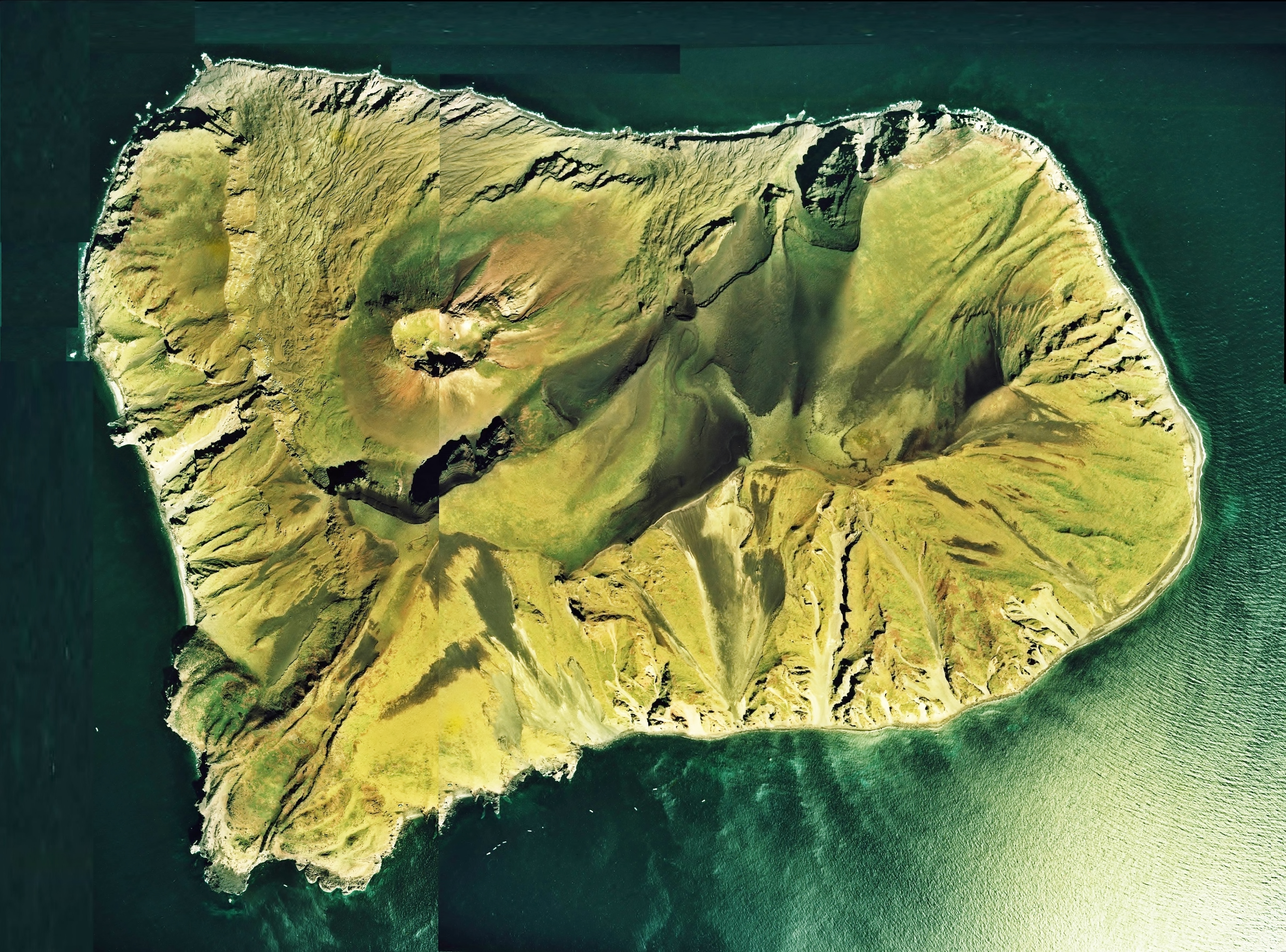
쓰나미가 발생했을 장소로 추정되는 오시마섬

1741년 8월 18일(간포 원년 7월 8일)부터 오시마섬이 분화(8월 18일-23일)하였으며 히로사키시에서는 사람이 느낄 수 있는 지진도 발생(8월 18일, 20일)하였고 8월 25일부터 28일까지는 마쓰마에정 인근에서 화산재가 내려와 쌓이는 등 여러 사건이 잇달아 일어나던 도중 8월 29일 오시마섬이 분화하면서 동시에 해수면 아래 부분을 포함한 산체 붕괴가 일어나 거대한 쓰나미가 발생했다.
쓰나미는 홋카이도 남부 지방 동해 연안 지역부터 일본 혼슈의 시마네현 연안까지 닿았으며 동해 건너 조선의 강원도 지방에도 쓰나미가 덮쳤다. 도쿄 대학 지진 연구소의 하토리 도쿠타로 연구진들은 당시 쓰나미의 높이가 홋카이도 오토베정에서 10-15 m, 홋카이도 마쓰마에 및 구마이시정에서 6-12 m, 아오모리현 쓰가루에서 2-7 m, 니가타현 사도가섬에서 2-5 m, 이시카와현 노토반도에서 3-4 m, 시마네현 고쓰시에서 1-2 m였던 것으로 추정하고 있다. 지진해일 규모는 m=3.5로 M8.4급으로 추정되며 동해에서 발생한 쓰나미 중에서는 가장 규모가 큰 것으로 추정된다.
마쓰마에번의 피해는 《히로사키번청일기》의 지구별 피해상황집계도에서 야마토인의 총 사망자가 2,083명이라고 집계하였다. 또한 《마쓰마에 매년일기》에 따르면 쓰나미로 익사해 사망한 야마토인은 1,467명이며 가옥의 유실 및 붕괴가 791채이며 파괴된 선박이 총 1,521척인 것으로 조사되었다. 당시 역사서에서 아이누인의 피해 상황은 없으며 아이누인에 대한 피해 조사는 하지 않았던 것으로 추정된다. 특히 마쓰마에 에라 지구에서만 사망자 450명의 극심한 피해가 발생하였다. 히로사키번에서는 사망자 33명, 가옥 붕괴 112채, 파괴된 선박 167척으로 집계되었다.
조선에서도 조선왕조실록에 강원도 평해(현 경상북도 울진군 평해읍) 등 9개 고을에서 물이 7-8차례나 들어오며 인가가 물에 수몰되고 선박들이 파손되었다는 기록이 남아 있다. 이는 조선 시기 기록된 총 5번의 쓰나미 기록 중 하나이다. 당시 조선에서 기록된 쓰나미는 대략 3-4 m 높이로, 울진, 삼척, 평해, 동해, 강릉, 속초 등지에서 3 m 이상의 쓰나미가 닥쳤을 것으로 추정된다.

## 원인
쓰나미가 발생하기 수 일 전부터 오시마섬이 계속해서 분화했고, 오시마섬에 산체 붕괴의 흔적이 남아 있으며 당시 역사서의 기록에서는 쓰나미 당시 지진이 일어났다는 기록이 없어 오시마섬이 분화하고 그와 동시에 산체가 붕괴하여 쏟아진 바위사태의 흙과 돌더미가 한꺼번에 바다 속으로 유입되어 거대한 쓰나미를 일으켰다는 설이 지지받고 있다.
위의 산체 붕괴로 인한 쓰나미 발생 가설에 대해 산체 붕괴의 규모에 비해 쓰나미의 높이나 도달 지역 등 그 규모가 너무 커 지진과 쓰나미 모델 시뮬레이션 등을 통해 오시마 인근 해저에서 발생한 저주파 지진이 쓰나미의 원인이라는 설도 존재한다.
이후 잠수정을 이용한 해저 지형 조사를 통해 쓰나미 당시 산체 붕괴가 해수면 아래에서까지 발생하였고 확인한 지진해일 퇴적물이나 역사기록상의 쓰나미 높이 등이 해수면 아래의 산체 붕괴를 합치면 쓰나미 모델에서와 거의 비슷한 결과가 나와 지바 대학의 교수 쓰쿠이 마사시는 "오시마섬의 분화로 해수면 아래부분을 포함한 대형 산체 붕괴"로 쓰나미가 일어났다는 설이 사실상 정설이 되었다고 말했다.

## 관련 유물
쓰나미 이후 일본 곳곳에서 쓰나미 희생자를 추모하는 "간포 쓰나미의 비"가 건설되었다. 에사시정의 쇼가쿠인과 호카지, 마쓰마에정의 센류인과 고메이지, 야쿠모정의 무료지에 있는 간포 쓰나미비는 홋카이도의 지정유형문화재로 지정되어 있다.

## 참고 문헌
- 羽鳥徳太郎 (1979년 12월 25일). “北海道渡島大島津波（1741年）の供養碑”. 《東京大学地震研究所彙報》 (東京大学地震研究所) (54): 343–350. 2021년 7월 3일에 확인함.
- 羽鳥徳太郎; 片山通子 (1977년 11월 30일). “日本海沿岸における歴史津波の挙動とその波源域”. 《東京大学地震研究所彙報》 (東京大学地震研究所) (52): 49–70. 2021년 7월 4일에 확인함.
- 羽鳥徳太郎 (1984년 7월 10일). “北海道渡島沖津波（1741年）の挙動の再検討 -1983年日本海中部地震津波との比較-”. 《東京大学地震研究所彙報》 (東京大学地震研究所) (59): 115–125. 2021년 7월 4일에 확인함.
- 津久井雅志 (2021년 5월 31일). 《渡島大島噴火史料集》 (PDF) 補訂版판. 千葉大学大学院理学研究科・津久井雅志. doi:10.20776/900119468. 2021년 7월 4일에 확인함.
- 都司嘉宣ほか (1985년 1월 1일). “韓国東海岸を襲った日本海中部地震津波” (PDF). 《防災科学技術研究資料》 90. 2022년 4월 22일에 확인함.
- 相田勇 (1985년 3월 30일). “噴火により発生する津波の見積り -1741年渡島大島の場合-”. 《東京大学地震研究所彙報》 (東京大学地震研究所) (59): 519–531. 2021년 7월 5일에 확인함.